# Gran Premio de Gran Bretaña de Motociclismo de 1985
El Gran Premio de Gran Bretaña de Motociclismo de 1985 fue la décima prueba de la temporada 1985 del Campeonato Mundial de Motociclismo. El Gran Premio se disputó el 4 de agosto de 1985 en el Circuito de Silverstone.

## Resultados 500cc
En la categoría reina, Freddie Spencer dio un puñetazo sobre la mesa y casi se asegura el título de la categoría. Tan solo necesita cinco puntos en la siguiente carrera para proclamarse campeón. El estadounidense Eddie Lawson y el francés Christian Sarron cerraron el podio.
| Pos.     | Piloto              | Moto       | Tiempo     | Pts. |
| -------- | ------------------- | ---------- | ---------- | ---- |
| 1        | Freddie Spencer     | Honda      | 49'20.170  | 15   |
| 2        | Eddie Lawson        | Yamaha     | +8.320     | 12   |
| 3        | Christian Sarron    | Yamaha     | +32.480    | 10   |
| 4        | Didier de Radiguès  | Honda      | +1'07.210  | 8    |
| 5        | Randy Mamola        | Honda      | +1'16.110  | 6    |
| 6        | Raymond Roche       | Yamaha     | +1'18.720  | 5    |
| 7        | Boet van Dulmen     | Honda      | +1 Vuelta  | 4    |
| 8        | Roger Burnett       | Honda      | +1 Vuelta  | 3    |
| 9        | Neil Robinson       | Suzuki     | +1 Vuelta  | 2    |
| 10       | Paul Lewis          | Suzuki     | +1 Vuelta  | 1    |
| 11       | Dave Petersen       | Honda      | +1 Vuelta  |      |
| 12       | Chris Martin        | Suzuki     | +1 Vuelta  |      |
| 13       | Rob Punt            | Suzuki     | +1 Vuelta  |      |
| 14       | Ron Haslam          | Honda      | +1 Vuelta  |      |
| 15       | Wolfgang von Muralt | Suzuki     | +1 Vuelta  |      |
| 16       | Christian Le Liard  | Honda      | +1 Vuelta  |      |
| 17       | Steve Parrish       | Yamaha     | +1 Vuelta  |      |
| 18       | Franco Uncini       | Suzuki     | +1 Vuelta  |      |
| 19       | Fabio Biliotti      | Honda      | +1 Vuelta  |      |
| 20       | Ray Swann           | Suzuki     | +2 Vueltas |      |
| 21       | Paul Iddon          | Suzuki     | +2 Vueltas |      |
| 22       | Trevor Nation       | Suzuki     | +2 Vueltas |      |
| 23       | Maarten Duyzers     | Suzuki     | +2 Vueltas |      |
| 24       | Massimo Messere     | Honda      | +2 Vueltas |      |
| 25       | Barry Woodland      | Suzuki     | +3 Vueltas |      |
| 26       | Simon Buckmaster    | Suzuki     | +3 Vueltas |      |
| 27       | Karl Truchsess      | Honda      | +3 Vueltas |      |
| 28       | Mark Ordridge       | Suzuki     | +5 Vueltas |      |
| Ret      | Thierry Espié       | Chevallier | Ret        |      |
| Ret      | Mark Salle          | Suzuki     | Ret        |      |
| Ret      | Armando Errico      | Honda      | Ret        |      |
| Ret      | Sito Pons           | Suzuki     | Ret        |      |
| Ret      | Gustav Reiner       | Honda      | Ret        |      |
| Ret      | Gary Lingham        | Suzuki     | Ret        |      |
| Ret      | Keith Huewen        | Honda      | Ret        |      |
| Ret      | Alan Jeffrey        | Suzuki     | Ret        |      |
| Ret      | Rob McElnea         | Suzuki     | Ret        |      |
| Ret      | Wayne Gardner       | Honda      | Ret        |      |
| Ret      | Eero Hyvärinen      | Honda      | Ret        |      |
| Ret      | Roger Marshall      | Honda      | Ret        |      |
| DNQ      | Toni Moran          | Suzuki     | DNQ        |      |
| DNQ      | Marco Papa          | Suzuki     | DNQ        |      |
| DNQ      | Des Barry           | Yamaha     | DNQ        |      |
| DNQ      | Carlos Morante      | Suzuki     | DNQ        |      |
| DNQ      | David Griffith      | Suzuki     | DNQ        |      |
| DNQ      | Peter Lemstra       | Suzuki     | DNQ        |      |
| Sources: |                     |            |            |      |

## Resultados 250cc
En el cuarto de litro, Spencer se proclama campeón del mundo. A pesar de que su máximo rival al título, el alemán Anton Mang ganó la carrera, su cuarto lugar fue suficiente para asegurarse el título.
| Pos. | Piloto                 | Moto              | Tiempo     | Pts. |
| ---- | ---------------------- | ----------------- | ---------- | ---- |
| 1    | Anton Mang             | Honda             | 43:33.620  | 15   |
| 2    | Reinhold Roth          | Juchem-Yamaha     | +17.970    | 12   |
| 3    | Manfred Herweh         | Real-Rotax        | +25.950    | 10   |
| 4    | Freddie Spencer        | Honda             | +34.060    | 8    |
| 5    | Jean-Michel Mattioli   | Yamaha            | +39.970    | 6    |
| 6    | Pierre Bolle           | Parisienne        | +42.770    | 5    |
| 7    | Alan Carter            | Rotax             | +42.780    | 4    |
| 8    | Fausto Ricci           | Honda             | +51.390    | 3    |
| 9    | Jacques Cornu          | Honda             | +1:31.420  | 2    |
| 10   | Joey Dunlop            | Yamaha            | +1:33.610  | 1    |
| 11   | Kenny Irons            | Yamaha            | +1:35.190  |      |
| 12   | Tony Head              | Armstrong         | +1:35.910  |      |
| 13   | Dominique Sarron       | Honda             | +1:36.000  |      |
| 14   | Andy Watts             | EMC               | +1 Vuelta  |      |
| 15   | Michel Galbit          | Yamaha            | +1 Vuelta  |      |
| 16   | Stéphane Mertens       | Yamaha            | +1 Vuelta  |      |
| 17   | Mario Rademeyer        | Yamaha            | +1 Vuelta  |      |
| 18   | Harald Eckl            | Juchem-Yamaha     | +1 Vuelta  |      |
| 19   | Hans Becker            | Yamaha            | +1 Vuelta  |      |
| 20   | Juan Garriga           | Cobas-Rotax       | +1 Vuelta  |      |
| 21   | Jean Foray             | Chevallier-Yamaha | +1 Vuelta  |      |
| 22   | Thierry Rapicault      | Yamaha            | +2 Vueltas |      |
| Ret  | Carlos Lavado          | Yamaha            | Ret        |      |
| Ret  | Tony Rogers            | Yamaha            | Ret        |      |
| Ret  | René Delaby            | Rotax             | Ret        |      |
| Ret  | Carlos Cardús          | Cobas-Rotax       | Ret        |      |
| Ret  | Stefano Caracchi       | MBA               | Ret        |      |
| Ret  | Steve Williams         | Yamaha            | Ret        |      |
| Ret  | Luis Miguel Reyes      | Cobas-Rotax       | Ret        |      |
| Ret  | August Auinger         | Bartol            | Ret        |      |
| Ret  | Antonio Neto           | Cobas-Rotax       | Ret        |      |
| Ret  | Jean-François Baldé    | Pernod            | Ret        |      |
| Ret  | Steve Chambers         | Yamaha            | Ret        |      |
| Ret  | Kevin Mitchell         | Yamaha            | Ret        |      |
| Ret  | Siegfried Minich       | Yamaha            | Ret        |      |
| Ret  | Niall Mackenzie        | Armstrong         | Ret        |      |
| Ret  | Geoff Fowler           | Yamaha            | Ret        |      |
| Ret  | Jean-Louis Guignabodet | MIG-Rotax         | Ret        |      |
| Ret  | Gary Noel              | EMC               | Ret        |      |
| Ret  | Roland Freymond        | Yamaha            | Ret        |      |
| DNQ  | Rob Orne               | Yamaha            | DNQ        |      |
| DNQ  | Jean-Luc Guillemet     | Yamaha            | DNQ        |      |
| DNQ  | Edwin Weibel           | Yamaha            | DNQ        |      |
| DNQ  | Donnie McLeod          | Armstrong         | DNQ        |      |
| DNQ  | Antonio García Moreno  | JJ Cobas          | DNQ        |      |
| DNQ  | Eric Saul              | Comoth            | DNQ        |      |
| DNQ  | Jacky Onda             | Pernod            | DNQ        |      |
| DNQ  | Philippe Pagano        | Yamaha            | DNQ        |      |
| DNQ  | Terry Paviell          | Yamaha            | DNQ        |      |
| DNQ  | Vincenzo Cascino       | JJ Cobas          | DNQ        |      |

## Resultados 125cc
En 125, segunda victoria de la temporada del austríaco August Auinger, que dominó la casi toda la carrera y llegó a conseguir una ventaja superior a los 20 segundos. Este Gran Premio sirvió a Pier Paolo Bianchi para volver al liderato de la general con sus segunda posición en este Gran Premio.
| Pos. | Piloto                 | Moto          | Tiempo     | Pts. |  |
| ---- | ---------------------- | ------------- | ---------- | ---- |  |
| 1    | August Auinger         | MBA           | 38:58.340  | 15   |  |
| 2    | Pier Paolo Bianchi     | MBA           | +26.500    | 12   |  |
| 3    | Jean-Claude Selini     | MBA (ABF)     | +32.710    | 10   |  |
| 4    | Fausto Gresini         | Garelli       | +32.740    | 8    |  |
| 5    | Jussi Hautaniemi       | MBA           | +42.890    | 6    |  |
| 6    | Domenico Brigaglia     | MBA           | +49.060    | 5    |  |
| 7    | Willy Pérez            | MBA (Zanella) | +49.700    | 4    |  |
| 8    | Olivier Liégeois       | MBA (KLS)     | +1:11.320  | 3    |  |
| 9    | Willy Hupperich        | MBA (Seel)    | +1:18.800  | 2    |  |
| 10   | Mick McGarrity         | MBA           | +1:19.330  | 1    |  |
| 11   | Luca Cadalora          | MBA           | +1:24.760  |      |  |
| 12   | Anton Straver          | MBA           | +1:28.510  |      |  |
| 13   | David Lowe             | MBA           | +1:34.080  |      |  |
| 14   | Håkan Olsson           | MBA (Starol)  | +1:46.570  |      |  |
| 15   | Eric Gijsel            | MBA           | +1:55.400  |      |  |
| 16   | Robin Appleyard        | MBA           | +1 Vuelta  |      |  |
| 17   | Christoph Bürki        | MBA           | +1 Vuelta  |      |  |
| 18   | Steve Mason            | MBA           | +1 Vuelta  |      |  |
| 19   | Johnny Wickström       | MBA (Tunturi) | +1 Vuelta  |      |  |
| 20   | Mike Leitner           | MBA (EMCO)    | +1 Vuelta  |      |  |
| 21   | Michel Escudier        | MBA (GMV)     | +1 Vuelta  |      |  |
| 22   | Thomas Møller-Pedersen | MBA           | +1 Vuelta  |      |  |
| 23   | Jacques Grandjean      | MBA           | +1 Vuelta  |      |  |
| 24   | Peter Sommer           | MBA           | +1 Vuelta  |      |  |
| 25   | Thierry Feuz           | MBA           | +2 Vueltas |      |  |
| 26   | Jacky Hutteau          | MBA           | +3 Vueltas |      |  |
| Ret  | Giuseppe Ascareggi     | MBA           | Ret        |      |  |
| Ret  | Ezio Gianola           | Garelli       | Ret        |      |  |
| Ret  | Fernando González      | MBA           | Ret        |      |  |
| Ret  | Bruno Kneubühler       | LCR-MBA       | Ret        |      |  |
| Ret  | Esa Kytölä             | MBA           | Ret        |      |  |
| Ret  | Wilhelm Lücke          | MBA           | Ret        |      |  |
| Ret  | Boy van Erp            | MBA           | Ret        |      |  |
| Ret  | Andrés Sánchez         | MBA           | Ret        |      |  |
| Ret  | Hugo Vignetti          | MBA           | Ret        |      |  |
| Ret  | Alex Bedford           | MBA           | Ret        |      |  |
| Ret  | Hubert Abold           | MBA           | Ret        |      |  |
| Ret  | Thierry Maurer         | MBA           | Ret        |      |  |
| Ret  | Bady Hassaine          | MBA           | Ret        |      |  |
| Ret  | Lars-Erik Kallesö      | MBA           | Ret        |      |  |
| DNQ  | Shaun Simpson          | MBA           | DNQ        |      |  |
| DNQ  | Tim Bradley            | MBA           | DNQ        |      |  |
| DNQ  | Fabio Meozzi           | MBA           | DNQ        |      |  |